# Henry Jacob Cowan
Henry Jacob Cowan AO (* 21. August 1919 in Glogau; † 15. Juli 2007 in Sydney) war ein australischer Bauingenieur.
Cowan war der Sohn eines Landarztes und wurde von seinen Eltern aufgrund der Verfolgung der Juden in Deutschland durch die Nationalsozialisten 1934 nach England geschickt. Er ging in Brighton zur Schule und studierte Bauingenieurwesen an der University of Manchester mit dem Bachelor-Abschluss 1938 mit Auszeichnung und dem Master-Abschluss 1940. Danach wurde er als feindlicher Ausländer zunächst interniert und meldete sich zum Militär. Im Zweiten Weltkrieg war er bei den Royal Engineers als Minenräumer tätig. Nach einer schweren Verwundung wurde er 1945 entlassen. 1946 war er Assistent an der Universität Cardiff und 1948 Lecturer an der University of Sheffield, an der er promovierte. 1954 wurde er Professor für Architectural Science an der University of Sydney, der erste derartige Lehrstuhl weltweit. Er war einer der Begründer dieser Fachrichtung zwischen Architektur und Bauingenieurwesen, die von der RIBA in England Anfang der 1950er Jahre für ihre Architektenausbildung vorgeschlagen wurde, da immer mehr Kenntnisse des Bauingenieurwesens und der Festigkeitslehre im Arbeitsalltag benötigt wurden.
1958 gründete er die Zeitschrift Architectural Science Review und ab 1966 gab er bei Elsevier die Reihe Architectural Science Series heraus.
1963 wurde er Ehrendoktor in Sheffield und 2003 in Sydney. 1983 wurde zum Officer des Order of Australia ernannt. Er war Ehrenmitglied des Royal Australian Institute of Architects.
Er erhielt die Chapman Medaille und Monash Medaille der Australian Institution of Engineers.
Er heiratete 1952 in Sheffield Renate Cowan, eine Krankenschwester, mit der er zwei Töchter hatte. Da eine Tochter behindert war engagierten sie sich in der Rehabilitation von Behinderten.

## Schriften
- The Theory of prestressed design, London: Macmillan 1956
- Reinforced and prestressed concrete in torsion, London: Arnold 1965
- An Historical Outline of Architectural Science, Elsevier 1966
- Models in Architecture, Elsevier 1968
- Architectural Structures. An Introduction to Structural Mechanics, Amsterdam: Elsevier 1971
- Dictionary of Architectural Science, London: Applied Science Publ. 1973
- The master builders: A history of structural and environmental design from ancient egypt to the nineteenth century, Wiley 1977
- Science and building: structural and environmental design in the 19. and 20. centuries, Wiley 1978
- A Contradiction in Terms, University of Sydney and Hermitage Press 1993 (Autobiographie)
- mit Peter Smith: Dictionary of Architectural and Building Terminology, 4. Auflage, Routledge 2004